# Federación Mexicana de Asociaciones de Atletismo
La Federazione messicana di atletica leggera (in spagnolo Federación Mexicana de Asociaciones de Atletismo, FMAA) è una federazione sportiva che ha il compito di promuovere la pratica dell'atletica leggera e coordinarne le attività dilettantistiche ed agonistiche in Messico.

## Storia
La FMAA è stata fondata nel 1925 come Federación Atlética Nacional o Federación Atlética Mexicana e dopo aver cambiato nome in Federación Mexicana de Atletismo (FMA) è stata affiliata alla IAAF nel 1933. Recentemente, nel maggio 2011, è stata creata la Federación Mexicana de Asociaciones de Atletismo.

## Membri
FMAA comprende
| Stato                                   | Organizzazione                                                        | Sito |
| --------------------------------------- | --------------------------------------------------------------------- | --- |
| Aguascalientes                          | Asociación de Atletismo del Estado de Aguascalientes, A.C.            | |
| Baja California                         | Asociación de Atletismo del Estado de Baja California, A.C.           | |
| Baja California Sur                     | Asociación de Atletismo de Baja California Sur, A.C.                  | |
| Campeche                                | Asociación de Atletismo de Campeche                                   | |
| Chiapas                                 | Asociación Chiapaneca de Atletismo, A.C.                              | |
| Chihuahua                               | Asociación Estatal de Atletismo de Chihuahua, A.C.                    | www.aeachihuahua.com. URL consultato il 19 dicembre 2023 (archiviato dall'url originale il 20 maggio 2013).   |
| Coahuila                                | Asociación de Atletismo del Estado de Coahuila, A.C.                  | |
| Colima                                  | Asociación de Atletismo del Estado de Colima, A.C.                    | |
| Distrito Federal                        | Asociación de Atletismo de Pista y Campo del Distrito Federal         | |
| Durango                                 | Asociación de Atletismo del Estado de Durango                         | |
| Guanajuato                              | Asociación de Atletismo del Estado de Guanajuato                      | |
| Guerrero                                | Asociación de Atletismo del Estado de Guerrero                        | |
| Hidalgo                                 | Asociación de Atletismo del Estado de Hidalgo                         | |
| Jalisco                                 | Asociación Jaliciense de Clubes Atléticos, A.C.                       | |
| México                                  | Asociación de Atletismo del Estado de México, A.C.                    | www.atletismoedomex.com (archiviato dall'url originale il 23 aprile 2013).                                    |
| Michoacán                               | Asociación Michoacana de Atletismo, A.C.                              | |
| Morelos                                 | Asociación de Atletismo del Estado de Morelos, A. C                   | |
| Nayarit                                 | Asociación de Atletismo del Estado de Nayarit                         | |
| Nuevo León                              | Asociación de Atletismo del Estado de Nuevo León, A.C.                | www.asociaciondeatletismonl.com.                                                                              |
| Oaxaca                                  | Asociación de Atletismo del Estado de Oaxaca                          | |
| Puebla                                  | Asociación Poblana de Atletismo, A.C.                                 | |
| Querétaro                               | Asociación Queretana de Atletismo, A.C.                               | |
| Quintana Roo                            | Asociación Quintanaroense de Atletismo, A.C.                          | |
| San Luis Potosí                         | Asociación de Atletismo del Estado de San Luis Potosí, A.C.           | |
| Sinaloa                                 | Asociación Estatal de Atletismo de Sinaloa                            | |
| Sonora                                  | Asociación de Atletismo del Estado de Sonora                          | |
| Tabasco                                 | Asociación de Atletismo del Estado de Tabasco                         | |
| Tamaulipas                              | Asociación de Atletismo del Estado de Tamaulipas                      | |
| Tlaxcala                                | Asociación Atlética de Tlaxcala, A.C.                                 | |
| Veracruz                                | Asociación Veracruzana de Atletismo, A.C.                             | www.avatletismo.com.mx. URL consultato il 19 dicembre 2023 (archiviato dall'url originale il 12 agosto 2022). |
| Yucatán                                 | Asociación de Atletismo del Estado de Yucatán                         | |
| Zacatecas                               | Asociación de Atletismo del Estado de Zacatecas                       | |
| Instituto Mexicano del Seguro Social    | Asociación de Atletismo del Instituto Mexicano del Seguro Social      | |
| Instituto Politécnico Nacional          | Asociación de Atletismo del Instituto Politécnico Nacional            | |
| Universidad Nacional Autónoma de México | Asociación de Atletismo de la Universidad Nacional Autónoma de México | www.deportes.unam.mx. URL consultato il 19 dicembre 2023 (archiviato dall'url originale il 9 marzo 2018).     |